# Myrmoteras binghamii
Myrmoteras binghamii es una especie de hormiga del género Myrmoteras, tribu, Myrmoteratini, orden Hymenoptera. Fue descrita por Forel en 1893.

## Distribución
Se distribuye por China, Birmania y Tailandia.

## Hábitat
Habita en bosques lluviosos de piedras calizas y plantaciones de caucho. Se ha encontrado a elevaciones de 640-820 metros.